# Храм светог Великомученика Пантелејмона Старчево
Храм светог Великомученика Пантелејмона се налази у улици Вука Караџића бр. 16 у Старчеву. Посвећен је Светом Великомученику Пантелејмону, који се обележава 9. августа, када је и храмовна слава.

## Историјат
Када је Старчево било манастирска парохија у месту није било православног храма. Постојао је само крст код старе школе који је представљао место за литије. Порушен је 1. септембра 1975. јер је, како се наводи, сметао за асфалтирање улице па је централни део пренесен и сазидан у порти код олтара.
Повећањем броја православних становника у Старчеву, појавила се потреба и жеља за градњом парохијског храма. Октобра 1907. је пројекат урадио инжењер Миливој Матић, који је уједно био и надзор над изградњом храма у Стареву. Темељи храма су освештани о Преображењу 1908. године, а до краја 1910. су завршени сви грађевински и занатски радови на храму. Иконостас и пет медаљона на своду брода храма је осликао Љубивоје Анастасијевић, сликар из Панчева. Столарске, ковачке, молерске и позлатарске радове су радили мајстори из Панчева. Звона и торањски сат је радила ливница „Пантелић” из Земуна. По благослову Епископа вршачког Гаврила Змејановића, храм је освештао 1. јануара 1911. архимандрит Гаврило Ананијев, настојатељ манастира Војловица.
По завршетку храма, 1912. године, саграђен је Парохијски дом. У пролеће 1923. Патријарх српски Димитрије, са настојатељем мананастира Војловица, је посетио овај храм, Парохијски дом и школу. Прва архијерејска литургија у Старчеву је служена о храмовној слави исте године. Том приликом епископ вршачки Иларион је освештао нова звона за храм, које је радила ливница „Пантелић” из Земуна. Следећу архијерејску литургију је служио епископ банатски Георгије Летић, о храмовној слави.
Последњих година храм је у потпуности обновљен споља, а изнутра је осликан. Поводом стогодишњице храма, епископ банатски Никанор је осветио обновљени храм 2012. године. Старчево данас има две православне парохије, у првој служи протојереј Зоран Малетић, а у другој јереј Недељко Санчанин.